# Camparada
Camparada là một đô thị ở tỉnh Monza và Brianza thuộc vùng Lombardia của Italia, khoảng 25 km về phía đông bắc của thành phố tỉnh lỵ Milano. Đến thời điểm 31 tháng 12 năm 2004, dân số đô thị này là 1.889 người, diện tích là 1,6 km².
Camparada giáp các đô thị: Casatenovo, Usmate Velate, Lesmo, Arcore.